# 社台レースホース
有限会社社台レースホース（しゃだいレースホース、Shadai Race Horse Co. Ltd.）は、日本中央競馬会に馬主登録をしているクラブ法人である。愛馬会法人「有限会社社台サラブレッドクラブ」より匿名組合契約に基づく競走馬の現物出資を受けて、中央競馬などの競走に出走させている。
1980年に設立。勝負服の柄は黄、黒縦縞、袖青一本輪、冠名は特に用いないが、かつては日本ダイナースクラブと提携していた関係で「ダイナ」という冠名で知られていた。1987年頃に出走を開始した馬からは冠名を用いず、現在では欧米の競走馬のように父母の名前からの連想でつけているものが多い。

## 社台サラブレッドクラブ（愛馬会法人）
代表は吉田照哉（社台ファーム代表）。
設立当初から日本ダイナースクラブと提携し、「有限会社社台ダイナースサラブレッドクラブ」と呼ばれていたが、2000年に外資のシティグループに買収されたのを機に現在の名称へ変更した。
募集馬は社台ファーム及び白老ファーム生産馬が中心である。

## 歴史
- 1980年 - 愛馬会法人「有限会社社台ダイナースサラブレッドクラブ」、クラブ法人「有限会社社台レースホース」を設立[3]。
- 1982年 - ダイナカールが優駿賞最優秀3歳牝馬に選出される。
- 1983年 - ダイナカールが優駿牝馬（オークス）を制覇。クラブ法人馬主として初のクラシック競走及び八大競走制覇。
- 1985年 - ギャロップダイナが天皇賞（秋）を制覇。グレード制が導入されてからのGI初制覇。
- 1986年
  - ダイナガリバーが東京優駿（日本ダービー）を制覇[3]。東京優駿初制覇。
  - ダイナガリバーが優駿賞年度代表馬に選出される。
- 2000年 - 愛馬会法人の名義を「有限会社社台サラブレッドクラブ」へ変更。
- 2001年 - ステイゴールドが香港ヴァーズを制覇[3]。海外G1初制覇。
- 2004年 - ダンスインザムードが桜花賞を制覇。これによりクラシック競走を完全制覇。

## 日本中央競馬会（JRA）収得賞金
- 2001年[4] 収得賞金：21億9540万円(1位)
- 2002年[5] 収得賞金：20億5887万円(1位)
- 2003年[6] 収得賞金：32億3573万円(1位)
- 2004年[7] 収得賞金：33億3401万円(1位)
- 2005年[8] 収得賞金：29億4652万円(2位)
- 2006年[9] 収得賞金：28億9052万円(2位)
- 2007年[10] 収得賞金：24億9762万円(2位)
- 2008年[11] 収得賞金：32億9467万円(1位)
- 2009年[12] 収得賞金：32億4999万円(1位)
- 2010年[13] 収得賞金：30億6187万円(2位)
- 2011年[14] 収得賞金：28億4651万円(2位)
- 2012年[15] 収得賞金：23億2566万円(2位)
- 2013年[16] 収得賞金：23億7888万円(2位)
- 2014年[17] 収得賞金：24億2695万円(3位)
- 2015年[18] 収得賞金：21億2539万円(3位)
- 2016年[19] 収得賞金：18億2389万円(3位)
- 2017年[20] 収得賞金：18億8313万円(3位)
- 2018年[21] 収得賞金：20億5338万円(4位)
- 2019年[22] 収得賞金：21億3108万円(4位)
- 2020年[23] 収得賞金：21億4099万円(4位)
- 2021年[24] 収得賞金：22億620万円(4位)
- 2022年[25] 収得賞金：25億3780万円(4位)
- 2023年[26] 収得賞金：34億3845万円(3位)
- 2024年[27] 収得賞金：21億9388万8000円（4位）

## 主な所有馬（引退馬を含む）
括弧内は重賞（太字はGI、斜字は統一GI）の勝ち鞍
1980年産
- ギャロップダイナ（1985年天皇賞（秋）、1986年東京新聞杯、安田記念）[28]
- グローバルダイナ（1985年小倉大賞典、北九州記念、阪神牝馬特別）[29]
- ダイナカール（1983年優駿牝馬）[30]
- ダイナマイン（1984年新潟記念、牝馬東京タイムズ杯）[31]

1981年産
- ダイナシュガー（1984年報知杯4歳牝馬特別）[32]

1982年産
- スクラムダイナ（1984年朝日杯3歳ステークス）[33]
- ダイナシュート（1984年新潟3歳ステークス、京成杯3歳ステークス、1987年七夕賞）[34]
- ダイナシュペール（1984年小倉3歳ステークス）[35]

1983年産

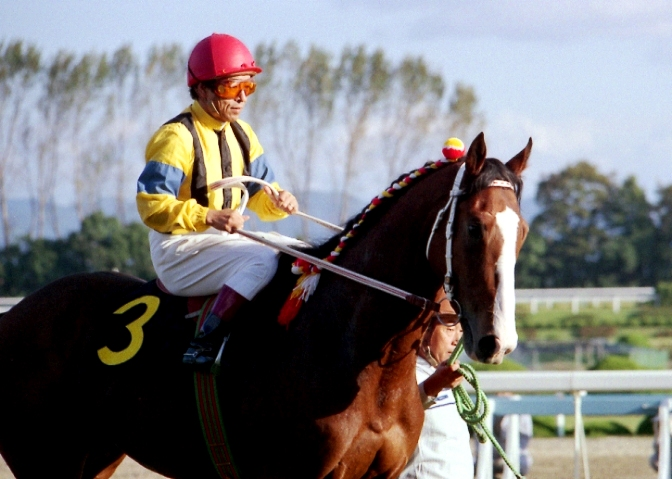
ダイナガリバー
1986年年度代表馬
1986年最優秀4歳牡馬

- ダイナアクトレス（1985年函館3歳ステークス、1987年京王杯オータムハンデキャップ、毎日王冠、1988年スプリンターズステークス、京王杯スプリングカップ）[36]
- ダイナエイコーン（1985年新潟3歳ステークス）[37]
- ダイナオレンジ（1988年新潟記念）[38]
- ダイナガリバー（1986年共同通信杯4歳ステークス、東京優駿、有馬記念）[39][40]
- ダイナカンパリー（1985年ラジオたんぱ杯3歳牝馬ステークス）[41]
- ダイナコスモス（1986年皐月賞、ラジオたんぱ賞）[42]
- ダイナフェアリー（1986年京成杯、牝馬東京タイムズ杯、1987年エプソムカップ、新潟記念、オールカマー）[43]
- ダイナブリーズ（1988年ダイヤモンドステークス）[44]

1984年産
- スルーオダイナ（1988年ステイヤーズステークス、1989年ダイヤモンドステークス、ステイヤーズステークス、1990年ダイヤモンドステークス）[45]
- ダイナアルテミス（1988年牝馬東京タイムズ杯）[46]
- ダイナカーペンター（1988年阪神大賞典、1989年京都記念）[47]
- ダイナサンキュー（1986年デイリー杯3歳ステークス）[48]
- ダイナチョイス（1987年京都4歳特別）[49]
- ダイナレター（1989年札幌記念、根岸ステークス）[50]

1985年産
- サッカーボーイ（1987年阪神3歳ステークス、1988年中日スポーツ賞4歳ステークス、函館記念、マイルチャンピオンシップ）[51]
- スカーレットリボン（1988年報知杯4歳牝馬特別）[52]
- ディクターランド（1987年函館3歳ステークス）[53]
- フリートーク（1988年フラワーカップ、クイーンカップ）[54]
- ミュゲロワイヤル（1988年共同通信杯4歳ステークス）[55]

1986年産
- アイドルマリー（1988年デイリー杯3歳ステークス）[56]
- カッティングエッジ（1989年クイーンカップ）[57]
- センリョウヤクシャ（1990年阪急杯）[58]
- メインキャスター（1990年阪神牝馬特別）[59]
- リストレーション（1991年牝馬東京タイムズ杯）[60]

1987年産
- ブラウンビートル（1993年新潟記念）[61]

1988年産
- ニフティダンサー（1994年七夕賞）[62]
- ノーザンドライバー（1990年デイリー杯3歳ステークス、1991年ペガサスステークス）[63]

1989年産
- グレートリーフ（1995年東京障害特別（秋）、京都大障害（秋））[64]
- ディスコホール（1991年テレビ東京賞3歳牝馬ステークス、1992年報知杯4歳牝馬特別）[65]
- ノーザンコンダクト（1991年ラジオたんぱ杯3歳ステークス）[66]
- プロストライン（1993年根岸ステークス）[67]

1990年産
- スターバレリーナ（1993年ローズステークス）[68]

1992年産
- サマーサスピション（1995年青葉賞）[69]
- ジェニュイン（1995年皐月賞、1996年マイルチャンピオンシップ）[70]
- スキーキャプテン（1995年きさらぎ賞）[71]
- ファッションショー（1997年マリーンカップ）[72]

1993年産

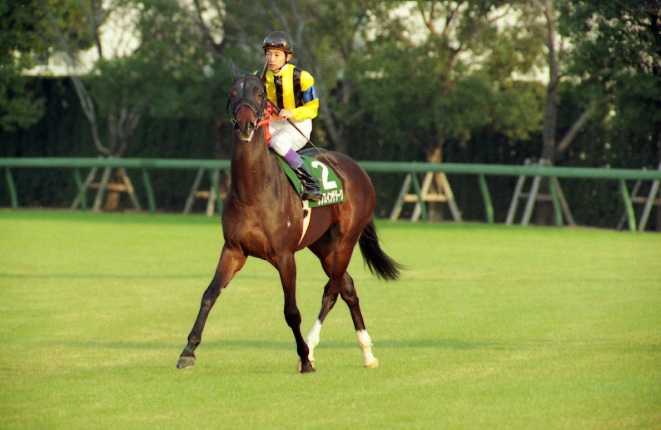
ダンスインザダーク
1996年最優秀4歳牡馬

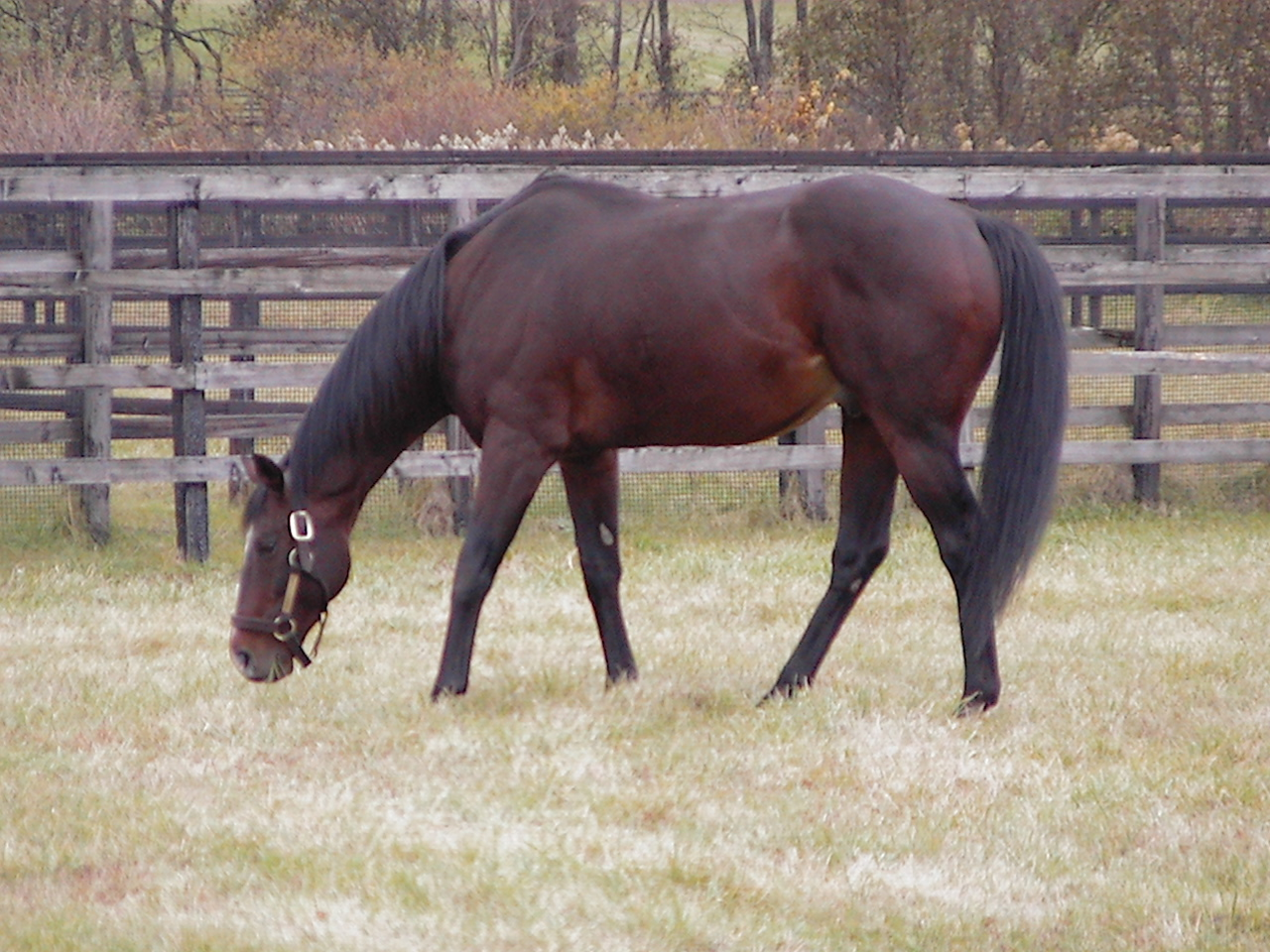
バブルガムフェロー
1995年最優秀3歳牡馬

- ダンスインザダーク（1996年弥生賞、京都新聞杯、菊花賞）[73]
- バトルライン（1997年プロキオンステークス、かしわ記念、エルムステークス、1998年全日本サラブレッドカップ）[74]
- バブルガムフェロー（1995年朝日杯3歳ステークス、1996年スプリングステークス、天皇賞（秋）、1997年鳴尾記念、毎日王冠）[75]
- ローゼンカバリー（1996年セントライト記念、1997年アメリカジョッキークラブカップ、日経賞、1999年目黒記念）[76]
- ロゼカラー（1995年デイリー杯3歳ステークス）[77]

1994年産
- オーバーザウォール（1998年福島記念）[78]

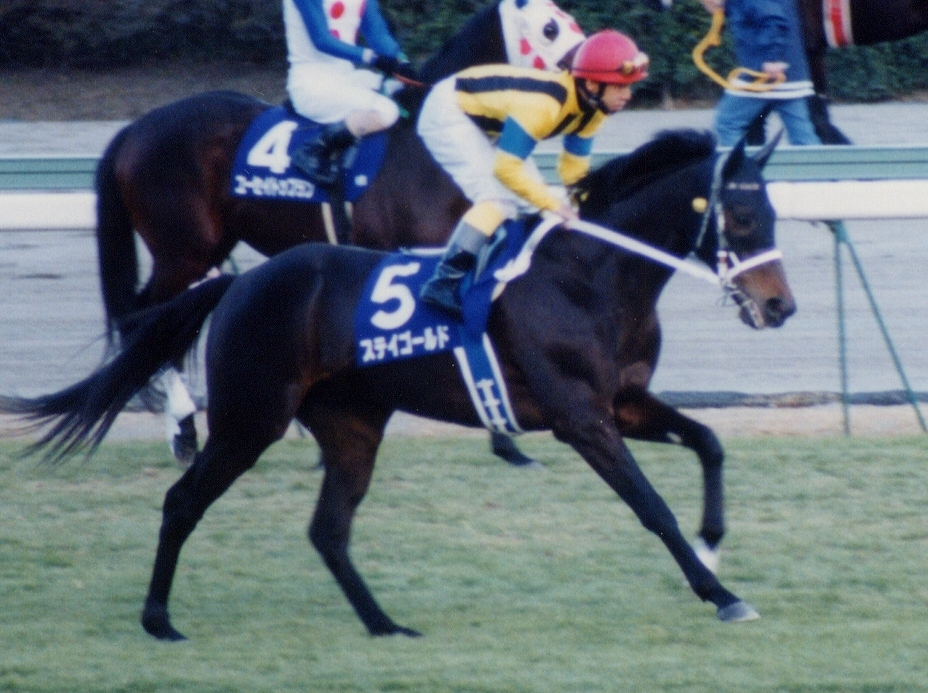
ステイゴールド
2001年特別賞

- オレンジピール（1997年クイーンカップ、チューリップ賞、サンケイスポーツ賞4歳牝馬特別）[79]
- クリスザブレイヴ（2001年富士ステークス）[80]
- ステイゴールド（2000年目黒記念、2001年日経新春杯、ドバイシーマクラシック、香港ヴァーズ）[81]
- プロモーション（1997年クイーンステークス）[82]
- ミッドナイトベット（1998年京都金杯、京都記念、香港国際カップ、1999年金鯱賞）[83]

1995年産
- ケープリズバーン（1999年TCK女王盃）[84]
- サンプレイス（2001年新潟記念）[85]
- トゥナンテ（2000年愛知杯、北九州記念、毎日王冠）[86]

1996年産
- ロサード（1998年新潟3歳ステークス、1999年京阪杯、2001年小倉記念、2002年オールカマー、2003年小倉記念）[87]

1998年産

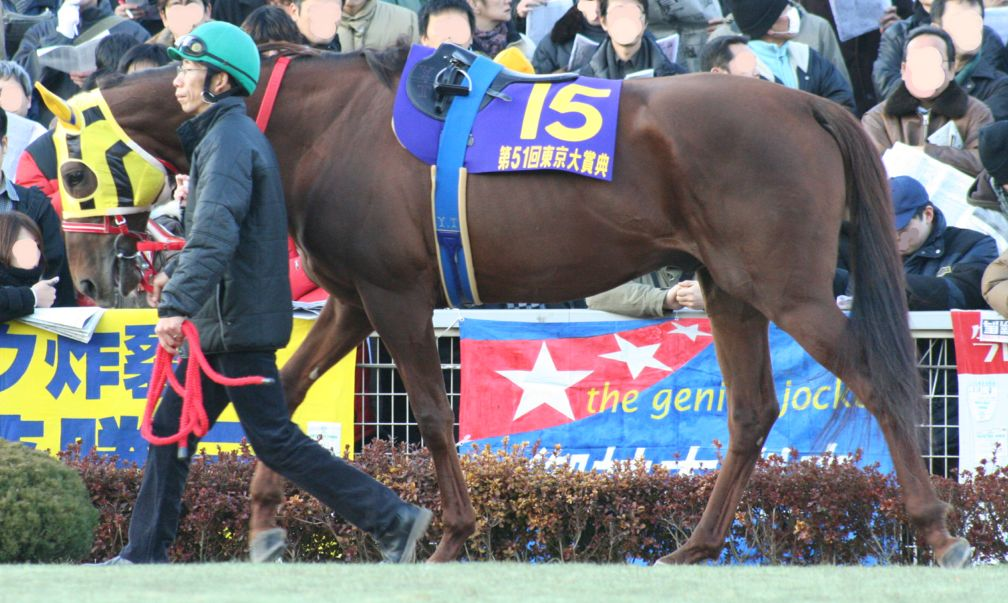
タイムパラドックス
2005年NAR特別表彰馬

- タイムパラドックス（2004年平安ステークス、アンタレスステークス、ブリーダーズゴールドカップ、白山大賞典、ジャパンカップダート、2005年川崎記念、帝王賞、JBCクラシック、2006年JBCクラシック）[88]
- ハッピーパス（2003年京都牝馬ステークス）[89]
- ローズバド（2001年フィリーズレビュー、2003年マーメイドステークス）[90]

1999年産
- アンドゥオール（2004年マーチステークス、東海ステークス）[91]
- ゴールドアリュール（2002年ジャパンダートダービー、ダービーグランプリ、東京大賞典、2003年フェブラリーステークス、アンタレスステークス）[92]
- テレグノシス（2002年NHKマイルカップ、2003年京王杯スプリングカップ、2004年毎日王冠）[93]
- リミットレスビッド（2006年ガーネットステークス、根岸ステークス、東京盃、兵庫ゴールドトロフィー、2007年黒船賞、東京盃、兵庫ゴールドトロフィー、2008年さきたま杯）[94]
- ローエングリン（2003年中山記念、マイラーズカップ、2005年マイラーズカップ、2007年中山記念）[95]

2000年産

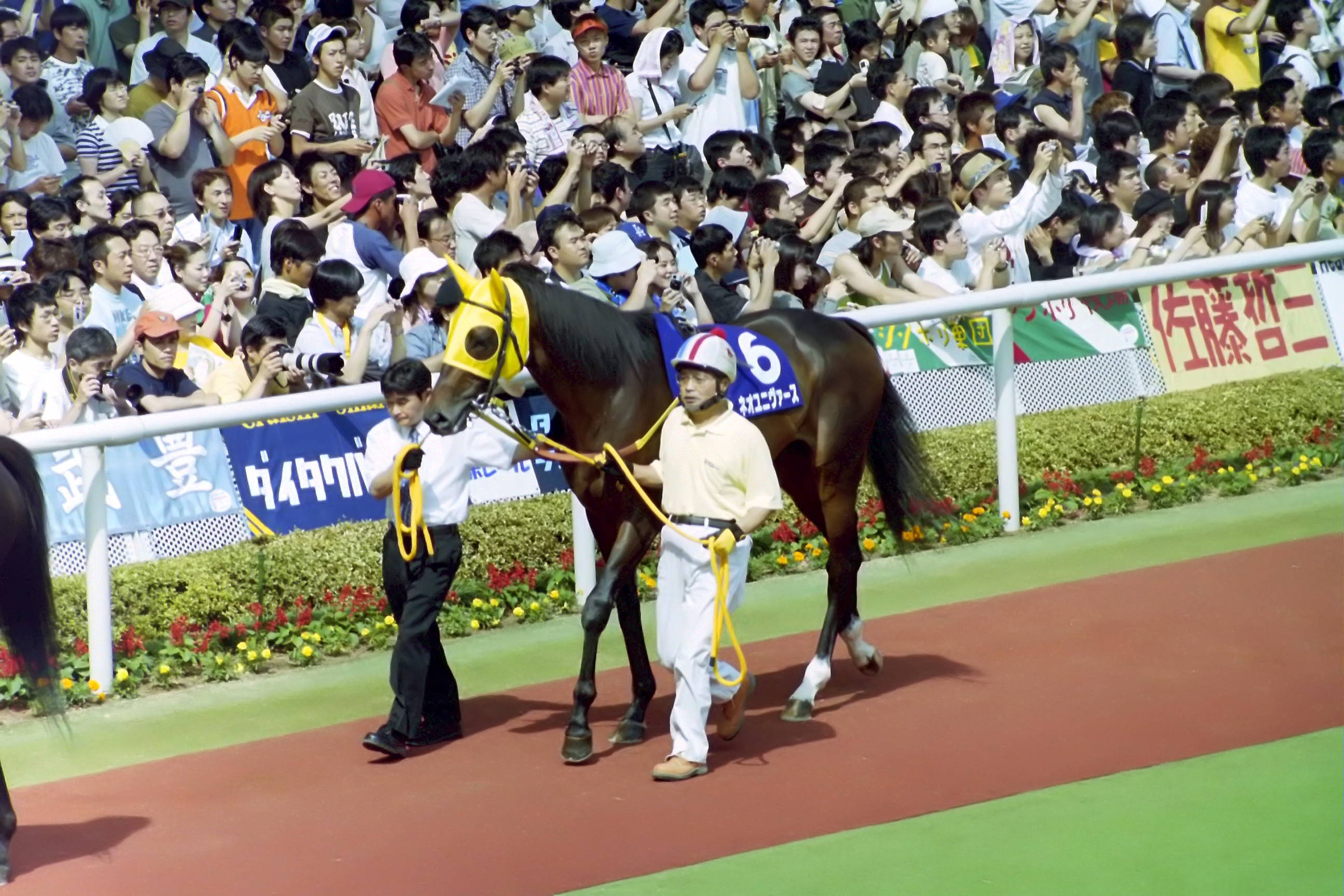
ネオユニヴァース
2003年最優秀3歳牡馬

- ザッツザプレンティ（2002年ラジオたんぱ杯2歳ステークス、2003年菊花賞）[96]
- ネオユニヴァース（2003年きさらぎ賞、スプリングステークス、皐月賞、東京優駿、2004年産経大阪杯）[97]

2001年産

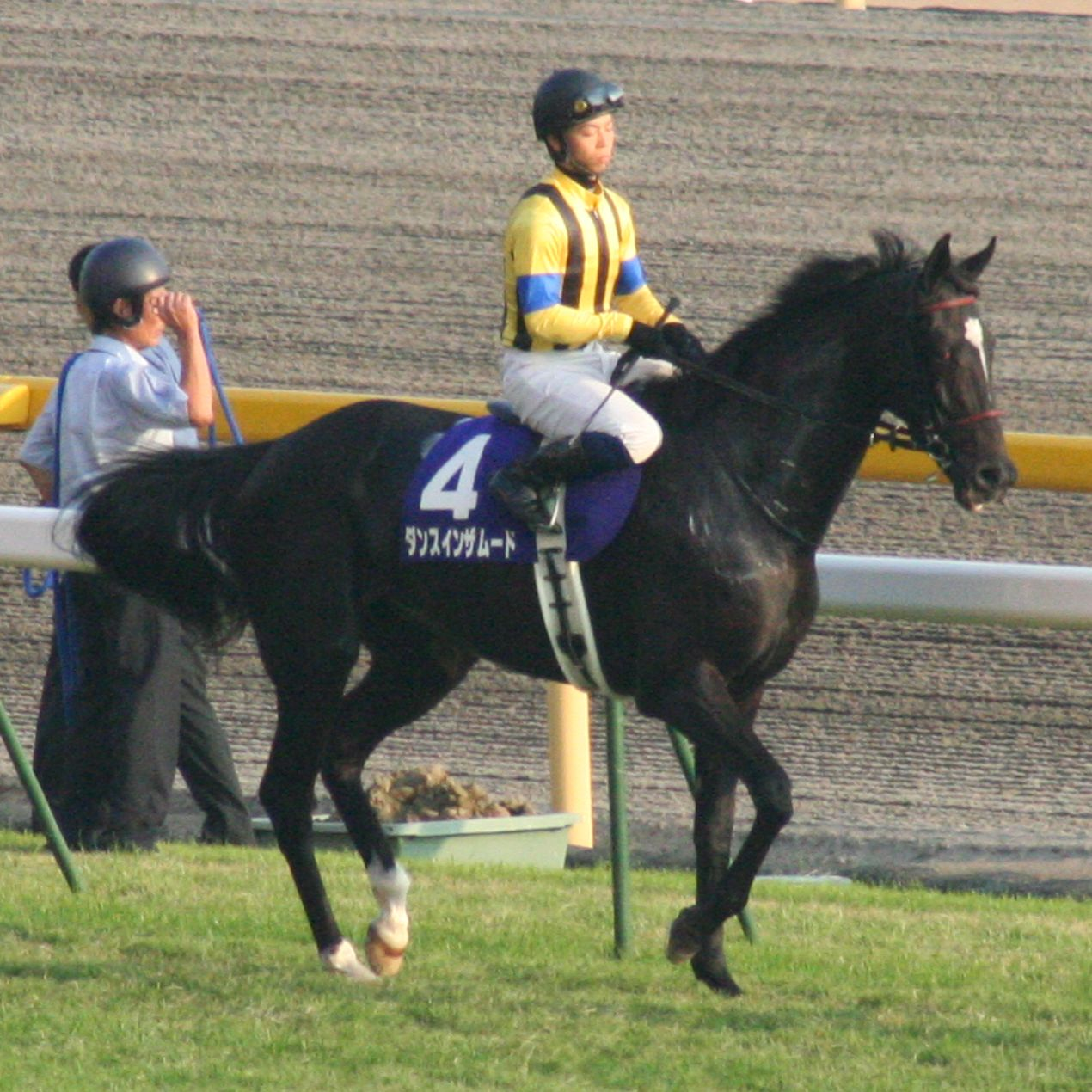
ダンスインザムード
2004年最優秀3歳牝馬
2006年最優秀4歳以上牝馬

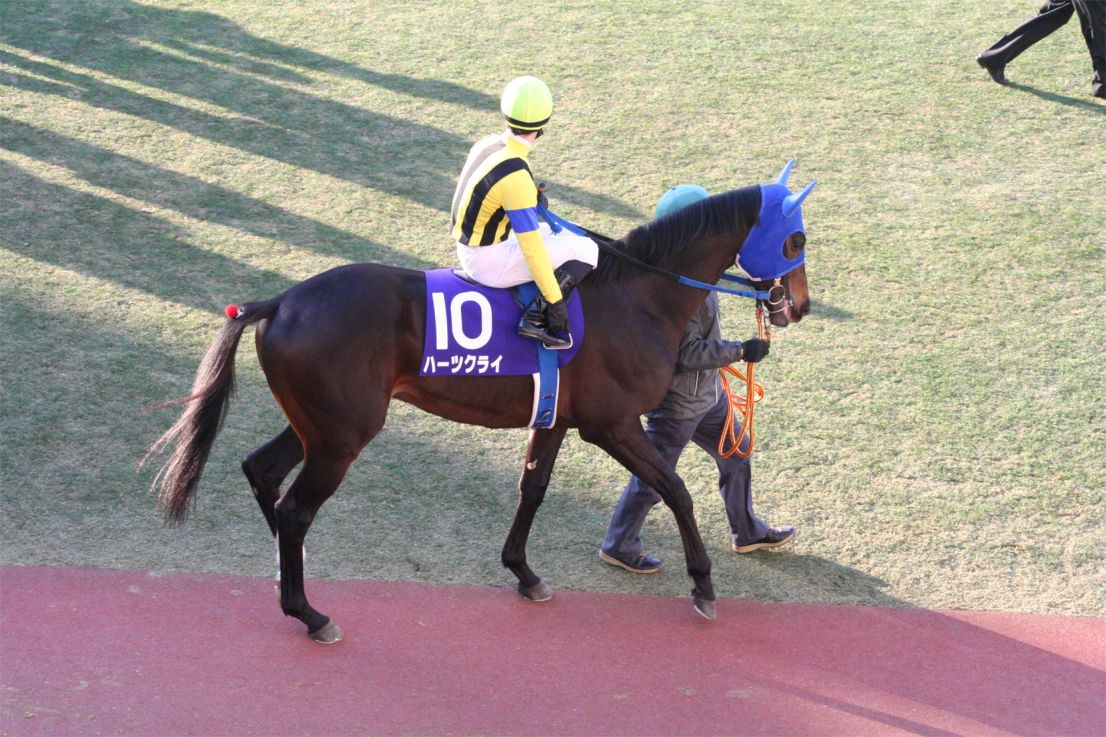
ハーツクライ
2005年最優秀4歳以上牡馬

- ウイングレット（2005年中山牝馬ステークス）[98]
- スウィフトカレント（2006年小倉記念）[99]
- ダンスインザムード（2004年フラワーカップ、桜花賞、2006年ヴィクトリアマイル、キャッシュコールマイル招待ステークス）[100]
- ハーツクライ（2004年京都新聞杯、2005年有馬記念、2006年ドバイシーマクラシック）[101][102]
- フォーカルポイント（2004年京成杯）[103]
- ムーヴオブサンデー（2004年フィリーズレビュー）[104]

2002年産
- シックスセンス（2006年京都記念）[105]
- シャーベットトーン（2007年マーキュリーカップ）[106]
- デアリングハート（2006年クイーンステークス、府中牝馬ステークス、2007年府中牝馬ステークス）[107]

2003年産
- サイレントプライド（2008年ダービー卿チャレンジトロフィー、富士ステークス）[108]
- ソングオブウインド（2006年菊花賞）[109]
- ファイングレイン（2008年シルクロードステークス、高松宮記念）[110]
- プレミアムボックス（2008年オーシャンステークス、2009年CBC賞、京阪杯）[111]
- ラピッドオレンジ（2008年TCK女王盃）[112]

2004年産
- アーバニティ（2009年オーシャンステークス）[113]
- アルティマトゥーレ（2009年セントウルステークス、2010年シルクロードステークス）[114]
- スターシップ（2012年報知オールスターカップ、2013年報知グランプリカップ）[115]
- タスカータソルテ（2007年京都新聞杯、2008年中京記念、札幌記念）[116]
- ヘッドライナー（2011年CBC賞）
- ミリオンディスク（2009年カペラステークス、2010年北海道スプリントカップ）[117]

2005年産

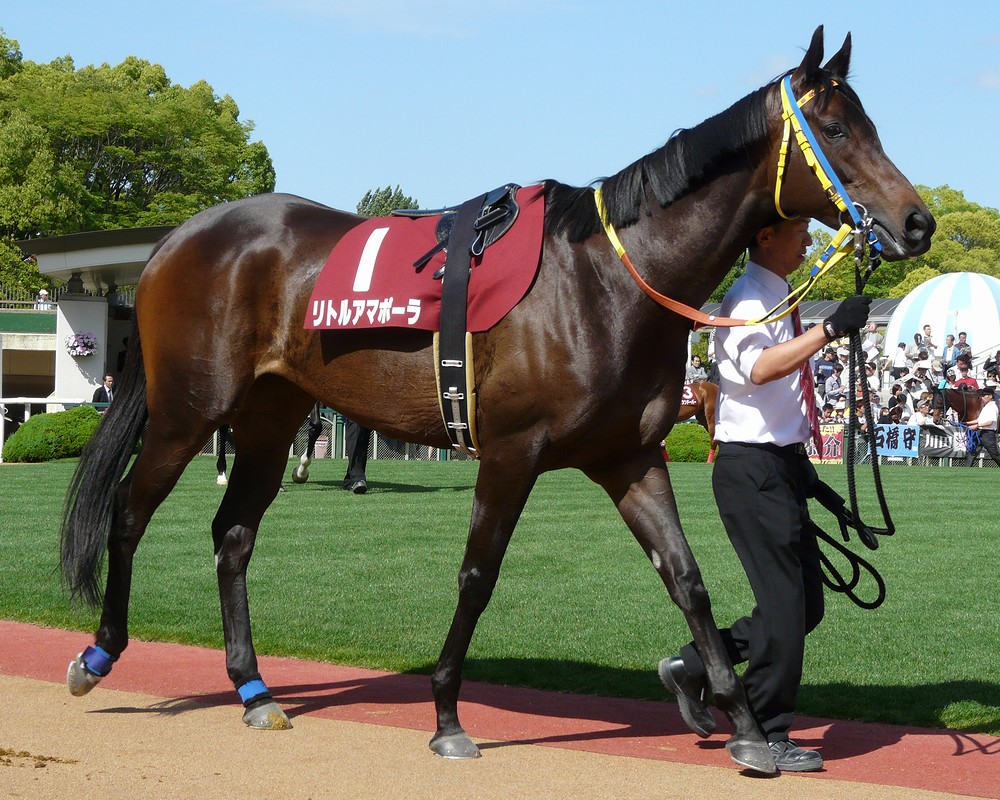
リトルアマポーラ
2008年最優秀3歳牝馬

- キャプテントゥーレ（2007年デイリー杯2歳ステークス、2008年皐月賞、2009年朝日チャレンジカップ、2010年朝日チャレンジカップ）[118]
- シビルウォー（2011年ブリーダーズゴールドカップ、白山大賞典、2012年マーキュリーカップ、ブリーダーズゴールドカップ、2013年名古屋グランプリ）[119]
- タケミカヅチ（2009年ダービー卿チャレンジトロフィー）[120]
- リトルアマポーラ（2008年クイーンカップ、エリザベス女王杯、2009年愛知杯）[121]
- レジネッタ（2008年桜花賞、2010年福島牝馬ステークス）[122]

2006年産
- ゴールデンチケット（2009年兵庫チャンピオンシップ）[123]
- サンカルロ（2009年ニュージーランドトロフィー、2011年阪急杯、阪神カップ、2012年阪神カップ）[124]
- ジェルミナル（2009年フェアリーステークス）[125]

2007年産
- アプリコットフィズ（2010年クイーンカップ、クイーンステークス）[126]
- アリゼオ（2010年スプリングステークス、毎日王冠）[127]
- エクスペディション（2012年小倉記念）[128]
- カリバーン（2014年せきれい賞）[129]
- クォークスター（2010年セントライト記念）[130]
- ゴールスキー（2014年根岸ステークス）[131]
- サイレントメロディ（2012年マーチステークス）[132]
- フェデラリスト（2012年中山金杯、中山記念）[133]

2008年産

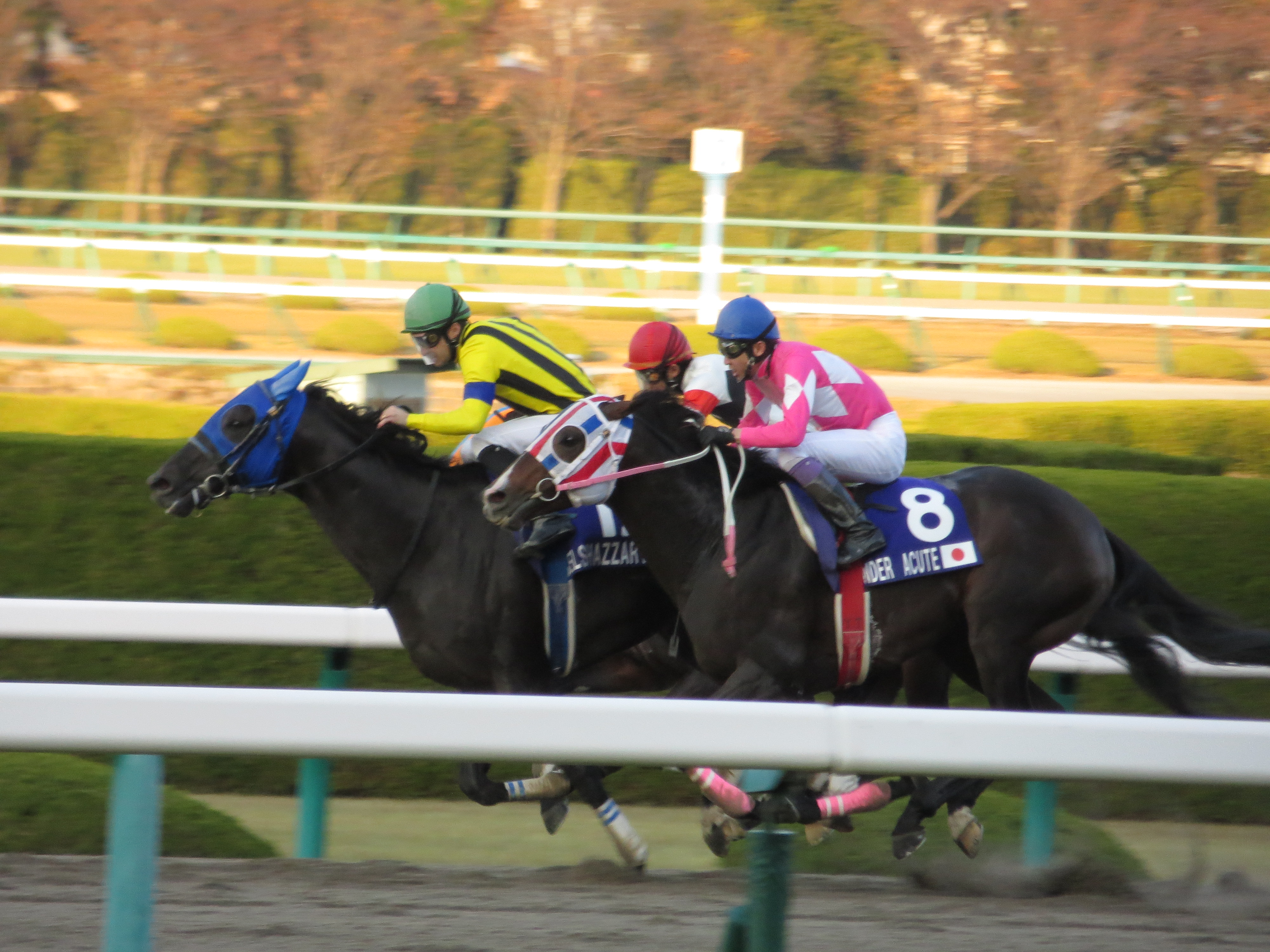
ベルシャザール
2013年最優秀ダートホース

- ギュスターヴクライ（2012年阪神大賞典）[134]
- グレープブランデー（2011年ジャパンダートダービー、2013年東海ステークス、フェブラリーステークス）[135]
- タイムズアロー（2016年報知グランプリカップ、栄冠賞）[136]
- ダンスファンタジア（2011年フェアリーステークス）[137]
- フェイトフルウォー（2011年京成杯、セントライト記念）[138]
- ベルシャザール（2013年武蔵野ステークス、ジャパンカップダート）[139]
- マルセリーナ（2011年桜花賞、2013年マーメイドステークス）[140]
- メーデイア（2013年TCK女王盃、マリーンカップ、スパーキングレディーカップ、レディスプレリュード、JBCレディスクラシック、2014年TCK女王盃）[141]

2009年産
- ヴァンセンヌ（2015年東京新聞杯）[142]
- エキストラエンド（2014年京都金杯）[143]
- グランデッツァ（2011年札幌2歳ステークス、2012年スプリングステークス、2015年七夕賞）[144]
- クランモンタナ（2016年小倉記念）[145]
- ファイナルフォーム（2012年ラジオNIKKEI賞）[146]
- ベストディール（2012年京成杯）[147]

2010年産
- クラージュドール（2018年金盃）[148]
- ダービーフィズ（2015年函館記念）[149]
- ユールシンギング（2013年セントライト記念、2014年新潟大賞典）[150]

2011年産

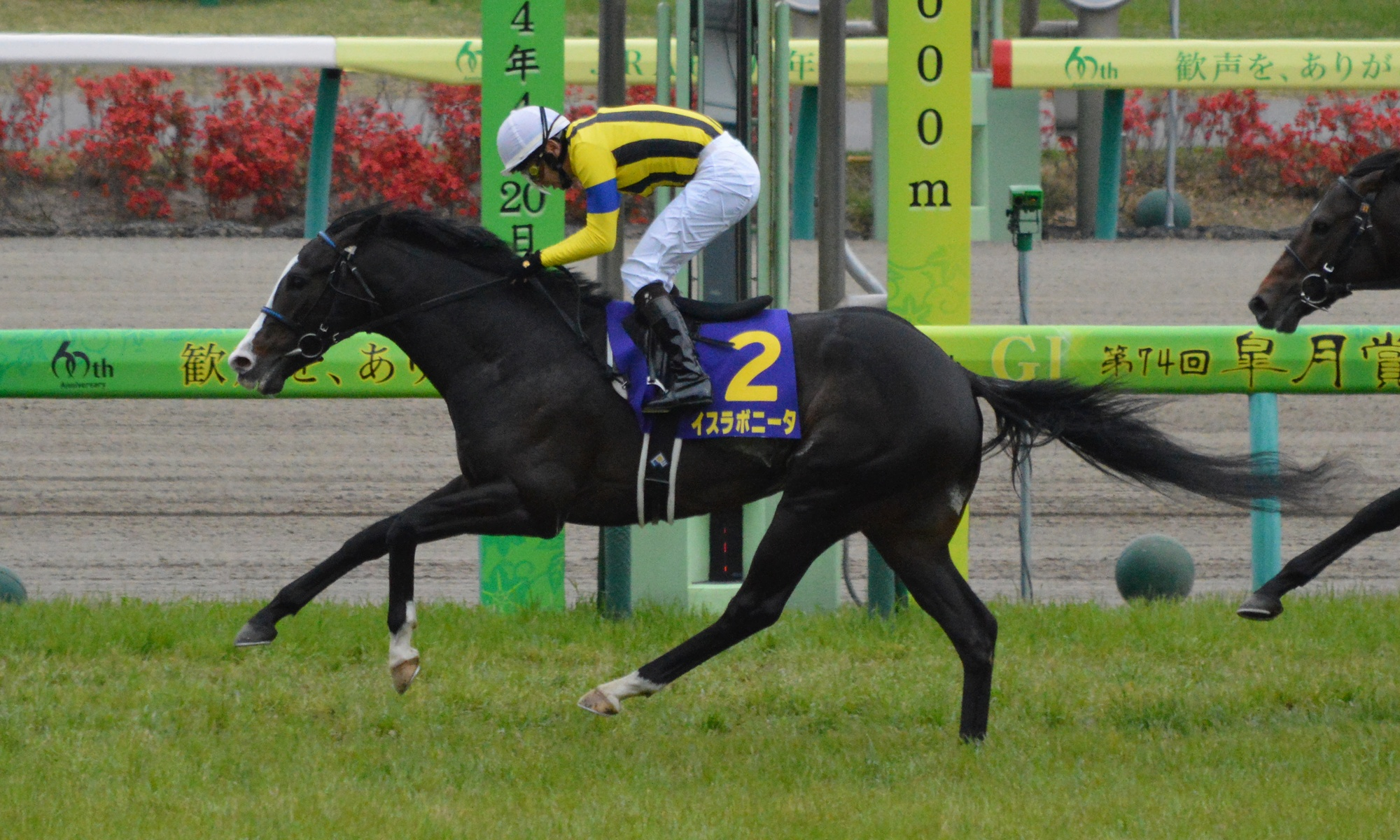
イスラボニータ
2014年最優秀3歳牡馬

- イスラボニータ（2013年東京スポーツ杯2歳ステークス、2014年共同通信杯、皐月賞、セントライト記念、2017年マイラーズカップ、阪神カップ）[151]
- ガリバルディ（2016年中京記念）[152]
- マーブルカテドラル（2013年アルテミスステークス）[153]
- ロサギガンティア（2014年スプリングステークス、2015年阪神カップ）[154]
- ロワジャルダン（2015年みやこステークス）[155]

2012年産
- オールブラッシュ（2017年川崎記念、2018年浦和記念）[156]
- シングウィズジョイ（2015年フローラステークス、ターコイズステークス）[157]

2013年産
- ヨカグラ（2018年小倉サマージャンプ）[158]

2014年産

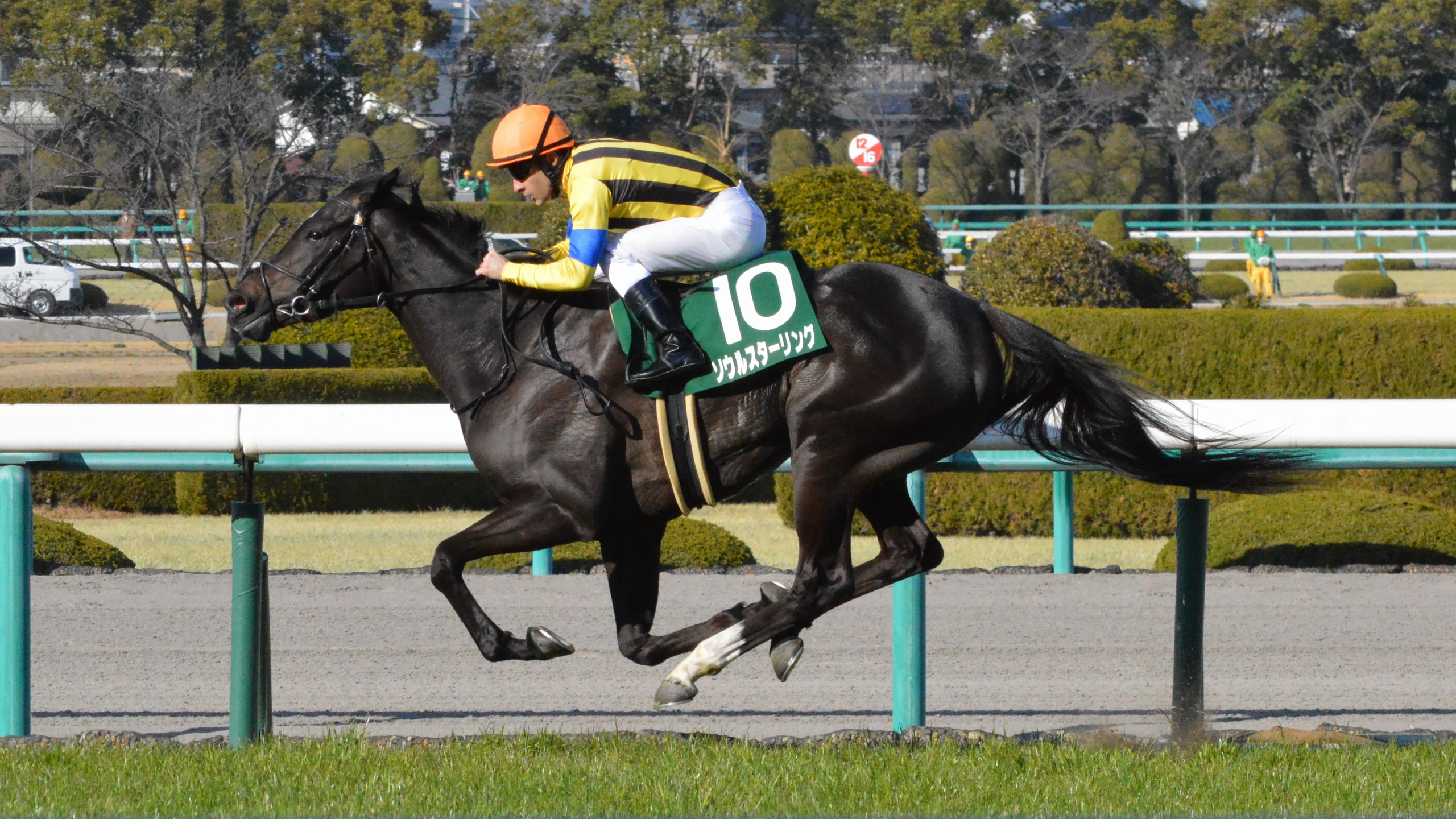
ソウルスターリング
2016年最優秀2歳牝馬
2017年最優秀3歳牝馬

- ヴゼットジョリー（2016年新潟2歳ステークス）[159]
- スティッフェリオ（2018年福島記念、2019年小倉大賞典、オールカマー）[160]
- ソウルスターリング（2016年阪神ジュベナイルフィリーズ、2017年チューリップ賞、優駿牝馬）[161]
- ベストアクター（2020年阪急杯）[162]

2015年産
- ギベオン（2018年中日新聞杯、2021年金鯱賞）[163]
- ステイフーリッシュ（2018年京都新聞杯、2022年レッドシーターフハンデキャップ、ドバイゴールドカップ）[164]
- トロワゼトワル（2019年京成杯オータムハンデキャップ、2020年京成杯オータムハンデキャップ）[165]
- リバティハイツ（2018年フィリーズレビュー）[166]

2016年産
- アンドラステ（2021年中京記念）[167]
- ヴァンドギャルド（2020年富士ステークス）[168]
- シェーングランツ（2018年アルテミスステークス）[169]
- シルヴァーソニック（2022年ステイヤーズステークス、2023年レッドシーターフハンデキャップ）[170]
- ラストドラフト（2019年京成杯）[171]
- ランブリングアレー（2021年中山牝馬ステークス）[172]

2017年産
- シャムロックヒル（2021年マーメイドステークス）[173]
- デゼル（2021年阪神牝馬ステークス）[174]
- バーナードループ（2020年兵庫チャンピオンシップ）[175]（後に地方競馬の浦和競馬場へ移籍し、庄司修二に馬主変更）
- ヒートオンビート（2023年目黒記念）[176]
- ファルコニア（2022年京成杯オータムハンデキャップ）[177]
- マジックキャッスル（2021年愛知杯）[178]

2018年産
- エリザベスタワー（2021年チューリップ賞）[179][180]
- ステラリア（2023年福島牝馬ステークス）[181]
- ソーヴァリアント（2021年チャレンジカップ、2022年チャレンジカップ）[182]
- プログノーシス（2023年金鯱賞、札幌記念、2024年金鯱賞）[183]

2019年産

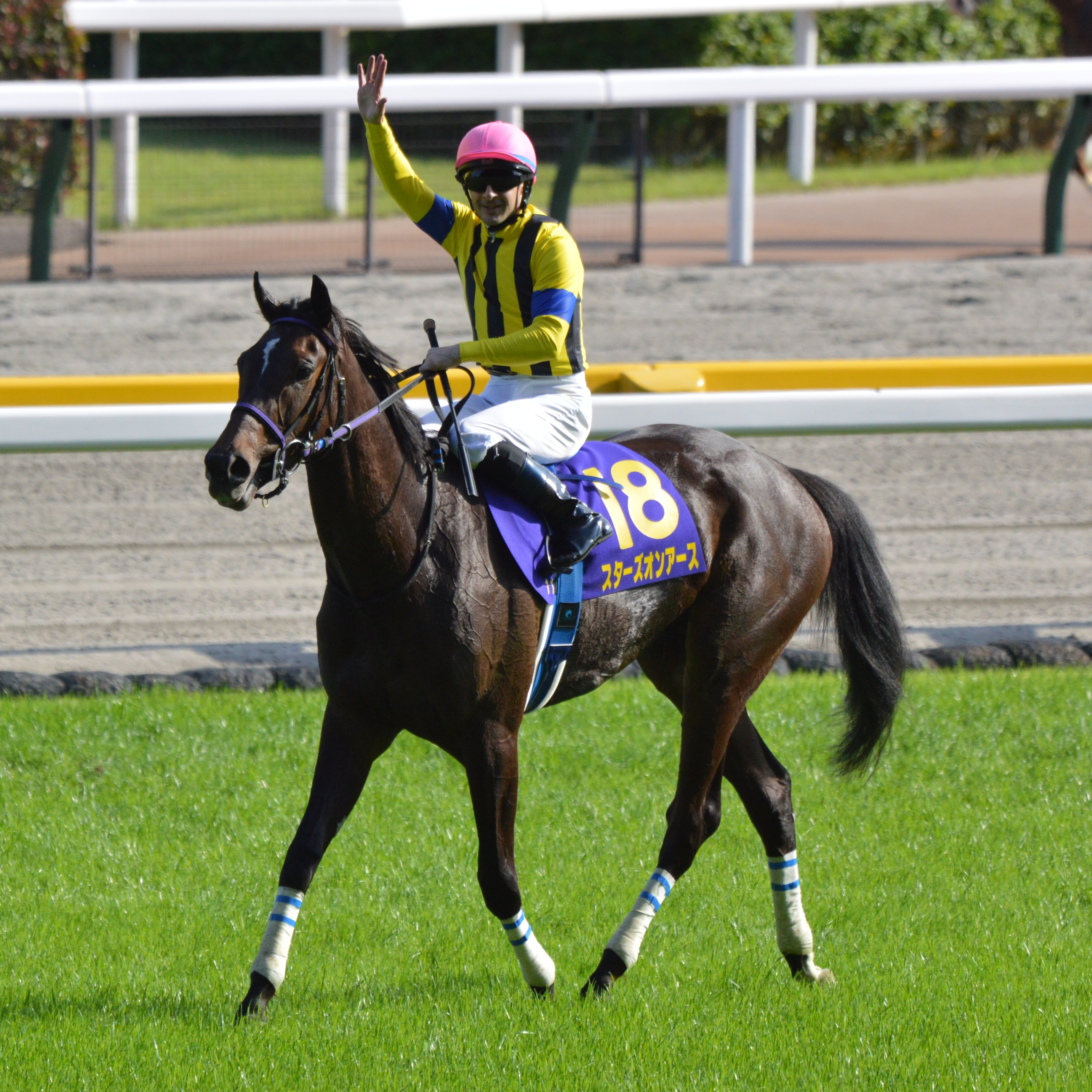
スターズオンアース
2022年最優秀3歳牝馬

- スターズオンアース（2022年桜花賞、優駿牝馬）[184]
- ゼッフィーロ（2023年アルゼンチン共和国杯）[185]
- ボルドグフーシュ[186]

2020年産
- シングザットソング（2023年フィリーズレビュー）[187][188]
- ソーダズリング（2024年京都牝馬ステークス）[189][190]
- ソールオリエンス（2023年京成杯、皐月賞）[191]
- マスクトディーヴァ（2023年ローズステークス、2024年阪神牝馬ステークス）[192]
- ライトクオンタム（2023年シンザン記念）[193]

2021年産

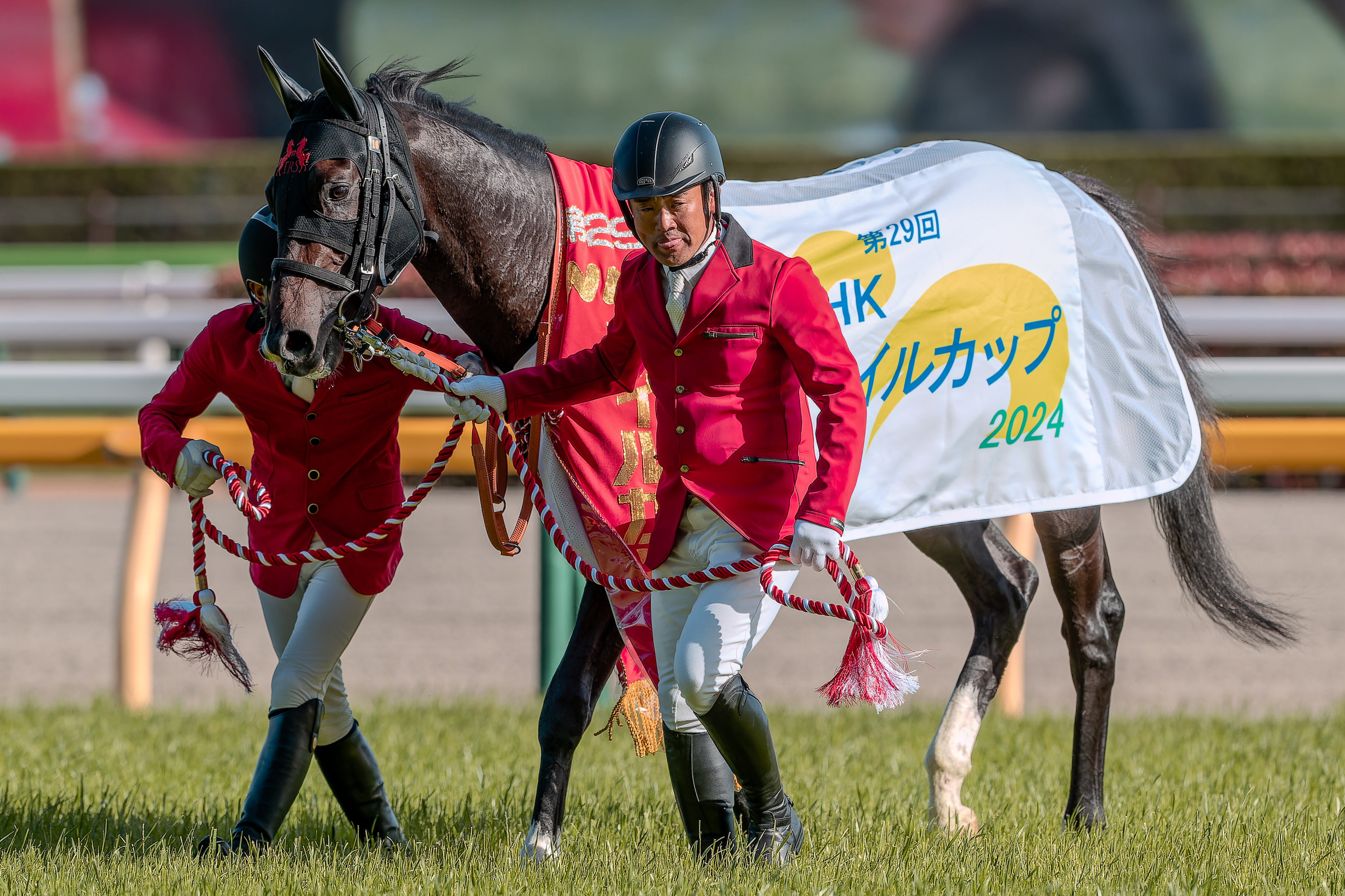
ジャンタルマンタル
2023年最優秀2歳牡馬

- イーグルノワール（2023年兵庫ジュニアグランプリ）[194]
- イフェイオン（2024年フェアリーステークス）[195]
- ジャンタルマンタル（2023年デイリー杯2歳ステークス、朝日杯フューチュリティステークス、2024年NHKマイルカップ、2025年安田記念）[196]

2022年産
- マスカレードボール（2025年共同通信杯）[197][198]
- レーゼドラマ（2025年フラワーカップ）[199]

## 主な表彰馬
括弧内は受賞年
JRA賞
- 年度代表馬

ダイナガリバー（1986年）
- 最優秀2歳牡馬

スクラムダイナ（1984年）、サッカーボーイ（1987年）、バブルガムフェロー（1995年）、ジャンタルマンタル（2023年）
- 最優秀2歳牝馬

ダイナカール（1982年）、アイドルマリー（1988年）、ノーザンドライバー（1990年）、ソウルスターリング（2016年）
- 最優秀3歳牡馬

ダイナガリバー（1986年）、ダンスインザダーク（1996年）、ネオユニヴァース（2003年）、イスラボニータ（2014年）
- 最優秀3歳牝馬

ダイナカール（1983年）、ダンスインザムード（2004年）、リトルアマポーラ（2008年）、ソウルスターリング（2017年）、スターズオンアース（2022年）
- 最優秀4歳以上牡馬

ハーツクライ（2005年）
- 最優秀4歳以上牝馬

グローバルダイナ（1985年）、ダイナアクトレス（1987,1988年）、ダンスインザムード（2006年）
- 最優秀短距離馬（2022年まで）

サッカーボーイ（1988年）
- 最優秀ダートホース

ダイナレター（1989年）、ゴールドアリュール（2002年）、ベルシャザール（2013年）
- 特別賞

ステイゴールド（2001年）
ダートグレード競走最優秀馬
ゴールドアリュール（2002年）
NARグランプリ
- 特別表彰馬

ゴールドアリュール（2002年）、タイムパラドックス（2005年）